# Stefan Nikolić
Stefan Nikolić (* 16. April 1990 in Nikšić, SFR Jugoslawien) ist ein montenegrinischer Fußballspieler.

## Karriere

### Verein
Nikolić begann im Alter von acht Jahren mit dem Fußballspielen bei FK Sutjeska Nikšić in seiner Heimatstadt. Mit 14 Jahren wechselte er zum FK Partizan Belgrad, ehe es ihn ein Jahr später zu OFK Belgrad zog. Dort stieg er im Jahr 2007 in den Kader der ersten Mannschaft auf, kam aber in der SuperLiga kaum zum Einsatz. Nach der Saison ging er zu Lierse SK in die belgische EXQI-League. Mit seiner Mannschaft gelang ihm in der Spielzeit 2008/09 der zweite Platz hinter VV St. Truiden. In der Relegation verpasste er den Aufstieg in die Jupiler League. Mit Beginn der Saison 2009/10 wurde er an Erstligist KSV Roeselare ausgeliehen, wo er die Saison auf dem vorletzten Platz abschloss und absteigen musste.
Kurz nach seiner Rückkehr zu Lierse SK verließ Nikolić Belgien im August 2010 und wechselte zum rumänischen Spitzenteam FC Timișoara. Dort kam er in der Hälfte der Spiele zum Einsatz und errang hinter Oțelul Galați die Vizemeisterschaft 2011 in der Liga 1. Nach diesem Erfolg wurde seiner Mannschaft die Zulassung zur Saison 2011/12 verwehrt und musste in die Liga II absteigen. Daraufhin wechselte er zu Steaua Bukarest. Dort gewann er mit der Meisterschaft 2013 seinen ersten Titel. Anfang 2014 wechselte er zu Incheon United nach Südkorea. Anfang Juni 2014 wurde sein Vertrag aufgelöst. Er war ein halbes Jahr ohne Verein, bevor der bulgarische Erstligist ZSKA Sofia ihn verpflichtete. Für die Bulgaren bestritt er 10 Ligaspiele und wechselte zur Saison 2015/16 nach Kroatien zu NK Istra 1961 Pula. Hier fand er wieder zu guter Form und erzielte in 18 Ligaspielen 5 Tore. Zur Rückrunde der Saison 2015/16 wechselte er zum polnischen Erstligisten Bruk-Bet Termalica Nieciecza. Am 4. November 2021 unterschrieb er bei Bisceglie in der italienischen Serie D, nachdem er die Saison 2021/22 bei San Luca in derselben Liga begonnen hatte.

### Nationalmannschaft
Am 25. Mai 2012 bestritt Nikolić sein einziges Länderspiel für die montenegrinische Nationalmannschaft, als er im Freundschaftsspiel gegen Belgien in der 88. Minute für Simon Vukčević eingewechselt wurde.

## Erfolge
- Rumänischer Meister: 2013
- Rumänischer Supercupsieger: 2014
- Rumänischer Vizemeister: 2011